# Frank Streffing
Frank Streffing (* 1. Dezember 1976 in Nordrhein-Westfalen) ist ein deutscher Schauspieler und Sprecher.

## Leben
Frank Streffing wurde 1976 geboren. 1996 legte er am Gymnasium Schloss Overhagen sein Abitur ab.
Nach seiner Ausbildung von 1998 bis 2002 an der Universität der Künste Berlin  war er festes Ensemblemitglied des Maxim-Gorki-Theater Berlin, wo er unter anderem mit Katharina Thalbach und Ursula Werner zusammenarbeitete. Es folgten weitere Theater-Engagements an der Volksbühne Berlin, der Staatsoper Berlin, HAU Berlin und der Tribüne Berlin, wo er eine eigene Live-Late-Night-Show moderierte.
Streffing wurde einem breiten Publikum durch die Sat.1-Comedyshow Happy Friday (2004) bekannt, an der Seite von unter anderem Martina Hill, Martin Klempnow und Mathias Schlung. Danach war er in zahlreichen Comedy-Formaten und Serien im Fernsehen zu sehen. Eine Hauptrolle spielte er an der Seite von Mike Krüger und Peter Rütten als Comedyautor in der Pro7-Late-Night-Show Krügers Woche. In der RTL-Sitcom 4 Singles verkörperte er den tollpatschigen Single Steffen. Mit diesem Format wurde er zweimal für den Deutschen Comedypreis nominiert. 2010 wirkte er in einer Folge der der Krimi-Reihe Im Angesicht des Verbrechens unter der Regie von Dominik Graf mit. Im Kinofilm Groupies bleiben nicht zum Frühstück, unter der Regie von Marc Rothemund, spielte Streffing Lehrer Hollinderbäumer an der Seite von Anna Fischer und Kostja Ullmann.
Von August 2013 bis August 2015 stand er für Udo Lindenbergs Musical Hinterm Horizont in einer Hauptrolle als Jessys Vater auf der Bühne des Theaters am Potsdamer Platz in Berlin.
2015 drehte Frank Streffing u. a. für Schnitt für Schnitt unter der Regie von Kai Meyer-Ricks, Milch kaputt, drei Papier von Tim Kochs, Hubert & Staller, Regie Erik Haffner, und Mein Blind Date mit dem Leben unter der Regie von Marc Rothemund.
2016 stand Frank Streffing u. a. für „Triple Ex“ unter der Regie von Joseph Orr und Jan Markus Linhof vor der Kamera. Er spielte den Zahnarzt Dr. Brenner. Zudem drehte er für „Mann im Mond“, Regie führte Andreas Senn.

## Filmografie (Auswahl)
- 2004: Happy Friday (Comedy-Serie)
- 2004: Das Büro (Fernsehserie, 1 Folge)
- 2006: Angie (Fernsehserie, 1 Folge)
- 2006: Axel! will’s wissen (Fernsehserie, 1 Folge)
- 2007: Krügers Woche (Fernsehserie)
- 2009: Pastewka (Fernsehserie, 1 Folge)
- 2009: 4 Singles (Fernsehserie)
- 2010: Im Angesicht des Verbrechens (Fernsehserie, 1 Folge)
- 2010: Groupies bleiben nicht zum Frühstück (Spielfilm)
- 2012: Danni Lowinski (Fernsehserie, 1 Folge)
- 2015: Es kommt noch besser (Fernsehfilm)
- 2016: Die Spezialisten – Im Namen der Opfer (Fernsehserie, Folge: Kleiner Engel)
- 2017: Triple Ex (Fernsehserie, 4 Folgen)
- 2017: Der Kommissar und das Kind (Fernsehfilm)
- 2020: Das Damengambit (Miniserie, 1 Folge)
- 2020: Freaks – Du bist eine von uns
- 2020: Es ist zu deinem Besten
- 2022: McLenBurger – 100% Heimat (Fernsehfilm)
- 2023: Klima retten für Anfänger (Fernsehfilm)
- 2023: Ein Sommer auf Kreta (Fernsehreihe)
- 2023: Familie Bundschuh – Bundschuh vs. Bundschuh
- 2023: Wochenendrebellen
- 2024: WaPo Elbe (Fernsehserie, Folge: Was du nicht siehst)